# Agrostis quinqueseta
Agrostis quinqueseta é uma espécie de gramínea do gênero Agrostis, pertencente à família Poaceae.